# Pollock (film)
Pollock är en amerikansk biografisk film från år 2000. Filmen skildrar konstnären Jackson Pollocks liv och är regisserad av Ed Harris som även spelar rollen som Pollock. I övriga roller finns bland andra Marcia Gay Harden, Jennifer Connelly och Robert Knott.
Filmen skildrar Pollocks liv från 1941 och fram till hans död 1956. Manuset är baserat på biografin Jackson Pollock: An American Saga som 1989 skrevs av Steven Naifeh och Gregory White Smith. Boken adapterades till filmmanus av Barbara Turner och Susan Emshwiller.
Vid Oscarsgalan 2001 vann Marcia Gay Harden en Oscar i kategorin Bästa kvinnliga biroll för rollen som Pollocks hustru Lee Krasner. Ed Harris var nominerad i kategorin Bästa manliga huvudroll.

## Rollista
- Ed Harris – Jackson Pollock
- Marcia Gay Harden – Lee Krasner
- Tom Bower – Dan Miller
- Jennifer Connelly – Ruth Kligman
- Bud Cort – Howard Putzel
- John Heard – Tony Smith
- Val Kilmer – Willem de Kooning
- Amy Madigan – Peggy Guggenheim
- Sally Murphy – Edith Metzger
- Stephanie Seymour – Helen Frankenthaler
- Matthew Sussman – Reuben Kadish
- Jeffrey Tambor – Clement Greenberg
- Norbert Weisser – Hans Namuth
- Everett Quinton – James Johnson Sweeney
- John Rothman – Harold Rosenberg
- Kenny Scharf – William Baziotes
- Sada Thompson – Stella Pollock
- Robert O'Neill – Herbert Matter